# Kanō Eitoku
Kanō Eitoku (în japoneză 狩野 永徳, n. 16 februarie 1543, Heian-kyō⁠(d), Prefectura Kyoto, Japonia – d. 12 octombrie 1590, Heian-kyō⁠(d), Prefectura Kyoto, Japonia) a fost un pictor japonez care a trăit în perioada Azuchi-Momoyama din istoria Japoniei și unul dintre cei mai proeminenți patriarhi ai școlii de pictură japoneză Kanō.

## Viața și opera

Lei gardieni chinezi (Karajishi), la Muzeul colecțiilor imperiale

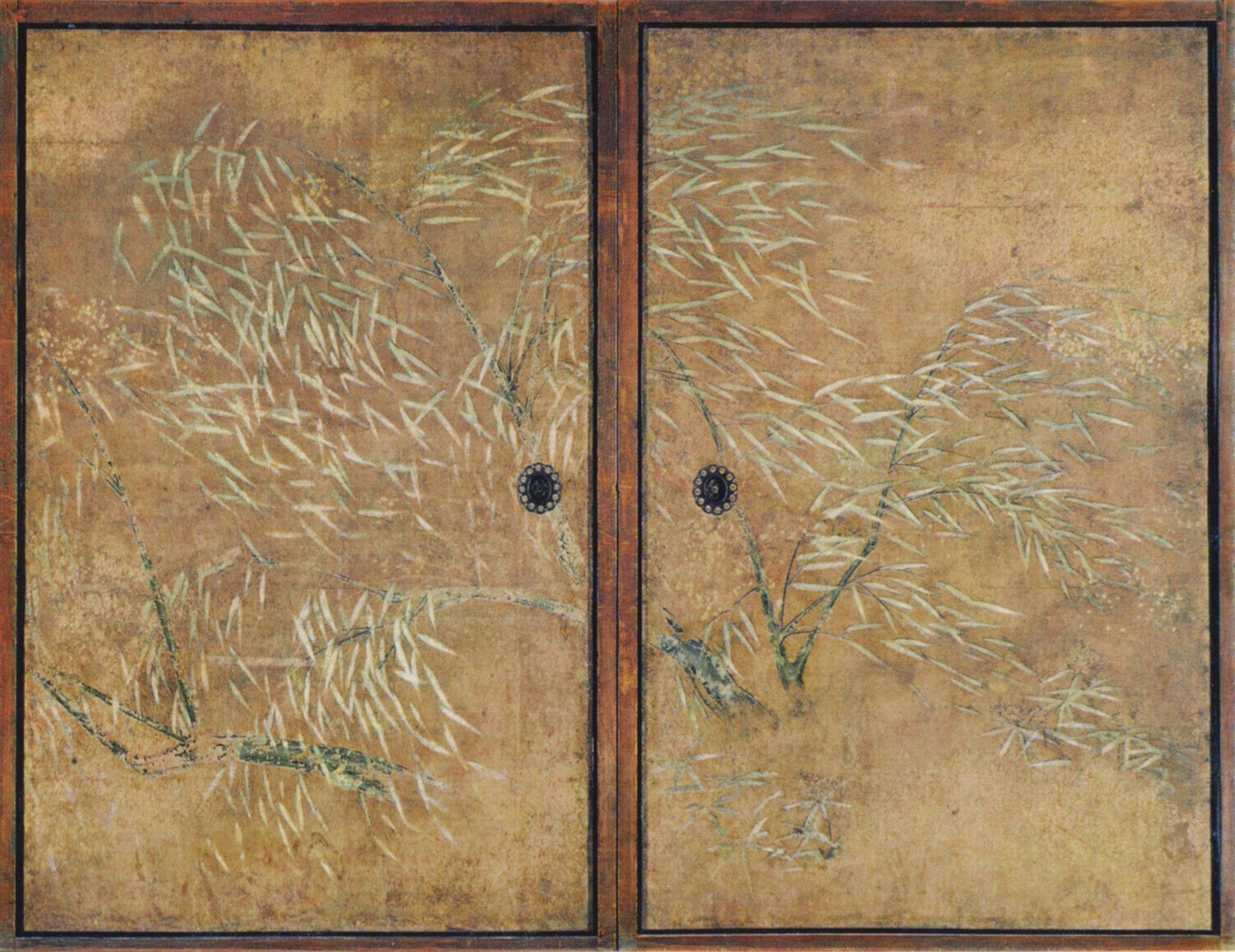
Copaci pe uși glisante

Născut la Kyoto, Eitoku a fost nepotul lui Kanō Motonobu (1476–1559), un pictor oficial al shogunatului Ashikaga. A fost recunoscut pentru talentul său artistic la o vârstă foarte fragedă. Sub îndrumarea lui Motonobu, el a dezvoltat stilul bunicului său, care a fost influențat de pictura chineză.
Colaborând cu tatăl său Shōei (1519–1592), Eitoku a pictat panourile de perete ale locuințelor mănăstirii din Jukō-in, un subtemplu al complexului monahal zen Daitoku-ji din Kyoto.
Patronii lui Eitoku au fost Nobunaga Oda și Toyotomi Hideyoshi. Panoul său vertical, ușa glisantă, pereții și picturile pe tavan au decorat castelul Azuchi al lui Nobunaga și reședința lui Hideyoshi din Kyoto, precum și Castelul Osaka. Relatările contemporane indică faptul că Eitoku a fost unul dintre cei mai căutați artiști ai timpului său și a avut mulți patroni bogați și puternici. Menținerea preeminenței școlii Kanō nu a fost doar o ispravă artistică, ci și una organizațională și politică. Eitoku a reușit să asigure un flux constant de comisioane și un atelier eficient de studenți și asistenți și, la un moment dat, a interceptat cu succes comisionul unui comandant al studioului rival Hasegawa.

### Stilul
Contribuția sa semnatară la repertoriul Kanō a fost așa-numitul „stil monumental” (taiga), caracterizat printr-o pensulă îndrăzneață, rapidă, un accent pe prim plan și motive care sunt mari în raport cu spațiul pictural. Relatarea tradițională a acestui stil, codificat de strănepotul lui Eitoku, Einō (1631–1697) în Istoria picturii japoneze (Honcho gashi), este că a rezultat parțial din exigențele programului încărcat al lui Eitoku și că a întruchipat caracterul marțial și bravura politică a seniorilor războinici, Nobunaga și Hideyoshi.
Din păcate, majoritatea lucrărilor sale au fost distruse în frământările din perioada Sengoku. Cu toate acestea, cele care încă există oferă mărturie despre talentul său, despre puterea și bogăția patronilor săi Nobunaga și Hideyoshi și despre măreția culturii Azuchi-Momoyama. Reprezentările simbolice, cum ar fi fazanii, phoenicșii și copacii sunt adesea descrise în lucrări. Fazanul, de exemplu, este simbolul național al Japoniei, este mesagerul mitologic al zeiței soarelui Amaterasu.

## Lucrări

"„Păsări
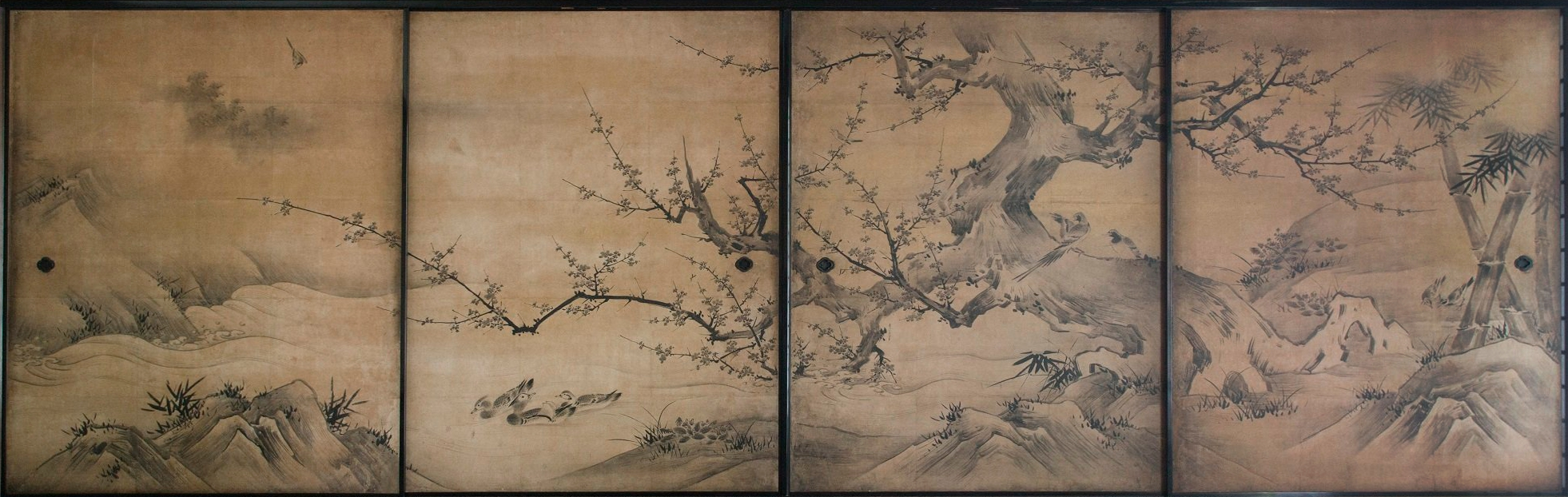
„Păsări și flori ale celor patru anotimpuri, panouri diferite”
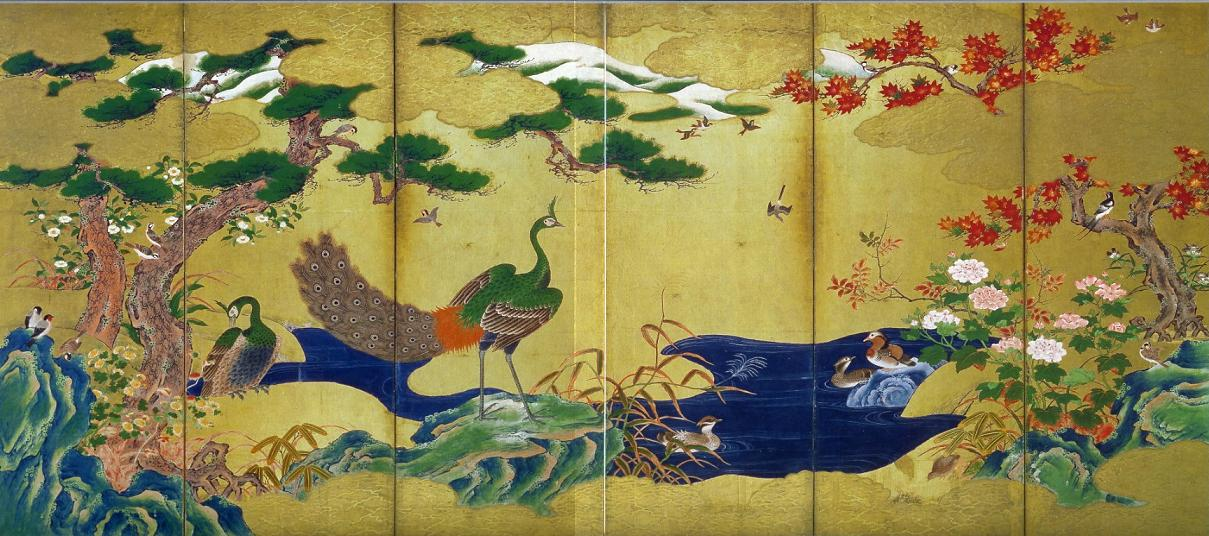
Păsări și flori ale celor patru anotimpuri, Copac
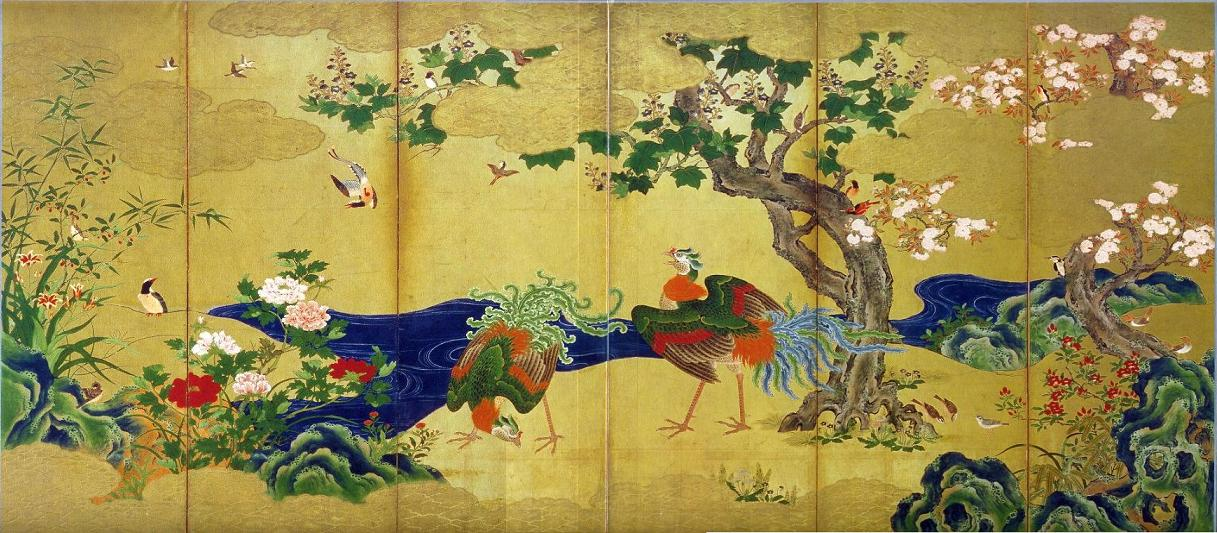
Păsări și flori ale celor patru anotimpuri, Păun
- Păsări și flori ale celor patru anotimpuri,  Păsări phoenix